# Куявский, Мариуш
Ма́риуш Куя́вский (пол. Mariusz Kujawski; 17 ноября 1986, Хелмжа) — польский гребец-байдарочник, выступает за сборную Польши начиная с 2007 года. Участник летних Олимпийских игр в Пекине, серебряный призёр чемпионата мира, бронзовый призёр чемпионата Европы, победитель многих регат национального и международного значения.

## Биография
Мариуш Куявский родился 17 ноября 1986 года в городе Хелмжа Куявско-Поморского воеводства. Активно заниматься греблей начал в раннем детстве, проходил подготовку в Быдгоще в местном спортивном клубе «Завиша».
Первого серьёзного успеха на взрослом международном уровне добился в 2007 году, когда попал в основной состав польской национальной сборной и побывал на чемпионате мира в немецком Дуйсбурге, откуда привёз награду серебряного достоинства, выигранную в зачёте двухместных байдарок на дистанции 1000 метров. Благодаря череде удачных выступлений удостоился права защищать честь страны на летних Олимпийских играх 2008 года в Пекине, выступал в двойках на тысяче метрах, успешно дошёл до финальной стадии, однако незадолго до старта финального заезда его напарника Адама Серочиньского уличили в употреблении запрещённого вещества кленбутерола и дисквалифицировали.
После пекинской Олимпиады Куявский остался в основном составе гребной команды Польши и продолжил принимать участие в крупнейших международных регатах. Так, в 2013 году он выступил на чемпионате Европы в португальском городе Монтемор-у-Велью, где стал бронзовым призёром в программе двоек на пятистах метрах. Также, будучи студентом, представлял страну на летней Универсиаде в Казани — трижды поднимался здесь на пьедестал почёта, в том числе получил серебро в двойках на пятистах метрах, золото в двойках на тысяче метрах и бронзу в четвёрках на пятистах метрах.
Помимо занятий спортом является военнослужащим, солдат Сухопутных войск Польши. Учился в Куявско-Поморском университете в Быдгоще.